# Lagrange (Landes)
Lagrange ist eine französische Gemeinde mit 190 Einwohnern (Stand 1. Januar 2022) im Département Landes in der Region Nouvelle-Aquitaine (vor 2016: Aquitanien). Sie gehört zum Arrondissement Mont-de-Marsan und zum Kanton Haute Lande Armagnac.
Der Name lautet in der gascognischen Sprache Lagranja oder La Granja. Er leitet sich vom lateinischen granica ab mit der Bedeutung „Raum zum Lagern des Korns“ und im weiteren Sinne „Bauernhof“.
Die Einwohner werden Grangers und Grangères oder Lagrangeois und Lagrangeoises genannt.

## Geographie
Lagrange liegt ca. 35 Kilometer nordöstlich von Mont-de-Marsan in der historischen Provinz Armagnac der historischen Provinz Gascogne an der Grenze zum Département Gers.
Umgeben wird Lagrange von den Nachbargemeinden:
| Saint-Julien-d’Armagnac | Créon-d’Armagnac                            |                 |
| Betbezer-d’Armagnac     | Kompassrose, die auf Nachbargemeinden zeigt | Gabarret        |
| Mauvezin-d’Armagnac     | Labastide-d’Armagnac                        | Cazaubon (Gers) |

Lagrange liegt im Einzugsgebiet des Flusses Adour.
Das Gebiet der Gemeinde wird durchquert von der Douze, einem Nebenfluss der Midouze, und ihren Zuflüssen,
- dem Ruisseau l’Uby und seinen Nebenflüssen,
  - dem Ruisseau du Sablé, der in Lagrange entspringt, und seinem Nebenfluss,
    - dem Ruisseau de Pourqué, der in Lagrange entspringt, und

  - dem Ruisseau de Mouné, der in Lagrange entspringt,
- dem Ruisseau de Montdoy, der in Lagrange entspringt,
- dem Ruisseau de Lavardan, der in Lagrange entspringt,
- dem Ruisseau de Cavaillon, der in Lagrange entspringt, und seinem Nebenfluss,
  - dem Ruisseau de Peyre, und
- dem Ruisseau de Pouthet, auch Ruisseau de Joutan genannt.[4]

## Geschichte
Lagrange führt seinen Namen auf ein Priorat aus dem 13. Jahrhundert zurück, das sich neben der Kirche Saint-Pierre de Juliac aus dem 11. oder 12. Jahrhundert befand. Im September 1227 schenkte Wilhelm II., Vicomte von Béarn und Gabardan, Mönchen des Ordens der Prämonstratenser aus der Abtei Saint-Jean de la Castelle den Zehnt der Kirche. Wenig später errichteten die Mönche das Priorat mit Gebäuden, die südlich an die Kirche angebaut wurden. Die Mönche unterstanden dem Vicomte von Juliac und dem Grafen von Armagnac. Sie besaßen die Lehen, die sie für ihren Unterhalt kultivierten. In Fällen von Hungersnot unterstützen sie allerdings auch die Bevölkerung. Die landwirtschaftlichen Besitztümer von Klöstern aller Orden nannten sich oft „granges“ (deutsch Scheunen). Im Laufe der Zeit nannte sich das Priorat „la grange de Juliac“, ab dem 16. Jahrhundert „Lagrange“. Während des Hundertjährigen Kriegs wurde die Kirche an der Wende des 14. zum 15. Jahrhundert insbesondere durch den Bau eines Turms befestigt, später während der Hugenottenkriege im September 1569 von protestantischen Truppen unter dem Kommando der Hauptmänner Thoiras und Baudignan verwüstet und in Brand gesteckt. Nach 1572 konnte sich das Priorat langsam wieder erholen. Zwischen 1687 und 1692 trat Paule de Bézolles (gegen 1620–1699), Vicomtesse von Juliac als Mäzenin auf und finanzierte die Restaurierung der Kirche und der klösterlichen Gebäude. Während der Französischen Revolution wurde das Priorat unter der Leitung von César de Cour-Lussagnet aufgelöst. Deklariert als Nationalgut gelangte es in der Folge in den Besitz der Familien Tursan d’Espaignet, Verdier de Plaisance und Bergerot. 1922 wurde es schließlich gegen den Rat der Gemeinde abgerissen. Die heutige Gemeinde besitzt kein eigentliches Zentrum, die Häuser sind auf dem Gemeindegebiet verstreut.

### Einwohnerentwicklung
Nach Beginn der Aufzeichnungen stieg die Einwohnerzahl in Mitte des 19. Jahrhunderts auf rund 660. In der Folgezeit sank die Größe der Gemeinde bei kurzen Erholungsphasen bis zu den 1990er Jahren auf rund 170 Einwohner, bevor eine moderates Wachstum einsetzte, das in jüngster Zeit aber wieder stagniert.
| Jahr      | 1962 | 1968 | 1975 | 1982 | 1990 | 1999 | 2006 | 2010 | 2022 |
| --------- | ---- | ---- | ---- | ---- | ---- | ---- | ---- | ---- | ---- |
| Einwohner | 300  | 257  | 237  | 198  | 171  | 190  | 203  | 205  | 190  |

## Sehenswürdigkeiten

### PfarrkircheSaint-Pierre
Aus der Zeit der Gründung der Kirche an der Wende vom 11. zum 12. Jahrhundert stammt die heutige flache Apsis, deren bildhauerisch gestalteten Konsolen charakteristisch für das frühe 12. Jahrhundert sind. Einige Jahrzehnte später, gegen 1130, wurde der Triumphbogen und das einschiffige Langhaus errichtet, von dem die westliche Wand, der westliche Teil und das östliche Endstück der Südwand bis heute erhalten sind. Die restlichen Wände und Wandteile sind zu einem späteren, unbestimmten Zeitpunkt neu gebaut worden. Gleichzeitig wurde die östliche Wand der Apsis durch einen Risalit erweitert, dessen Fenster in der Längsachse mit Rollen und Kugeln verziert sind. Nach der Zerstörung im Jahre 1569 wurde die Kirche zwischen 1687 und 1692 restauriert und gleichzeitig der Vorbau errichtet. Zu Beginn des 19. Jahrhunderts wurde eine Sakristei nördlich an die Apsis angebaut sowie ein zweigeschossiges Gebäude an der westlichen Seite, das ab 1837 das Rathaus und die Schule beherbergte. Seit 1959 wurden mehrere Sicherungs- und Restaurierungsmaßnahmen vorgenommen.
Der Turm aus der Wende vom 14. zum 15. Jahrhundert aus regelmäßigem Mauerwerksverband ist mit einem Zeltdach gedeckt. Strebepfeiler verzieren seine Ecken und im Süden ist ein runder Treppenturm angebaut. An seinem Fuß befindet sich der Vorbau mit einem mit Pilastern gesäumten Eingang. Im Inneren des Vorbaus führt ein romanisches, rundbogenförmiges Eingangsportal in das Langhaus mit vielen Fenstern im Norden und wenigen im Süden, wo bis 1922 die Gebäude des Priorats angebaut waren. Die romanischen und gotischen Gebäudeteile zeigen innen wie außen zahlreiche Steinmetzzeichen (Buchstaben B, M, N, S und Z, III, IIIII usw.). Da die Kirche 1569 von protestantischen Truppen geplündert und zerstört wurde, konnten nur wenige der früheren Elemente der Kirchenausstattung bewahrt werden, beispielsweise die bildhauerisch gestalteten Konsolen und die Kapitelle des Triumphbogens aus dem 12. Jahrhundert und ein Weihwasserbecken, das wahrscheinlich aus dem Mittelalter datiert. Weitere ältere Ausstattungsgegenstände sind ein Taufbecken aus dem ausgehenden 17. Jahrhundert und zwei weitere Weihwasserbecken aus dem 17. und 18. Jahrhundert. Die beschriebenen und viele weitere Ausstattungsgegenstände der Kirche sind als nationale Kulturgüter registriert. Die Kirche ist seit dem 23. Dezember 1996 als Monument historique eingeschrieben.

## Wirtschaft und Infrastruktur

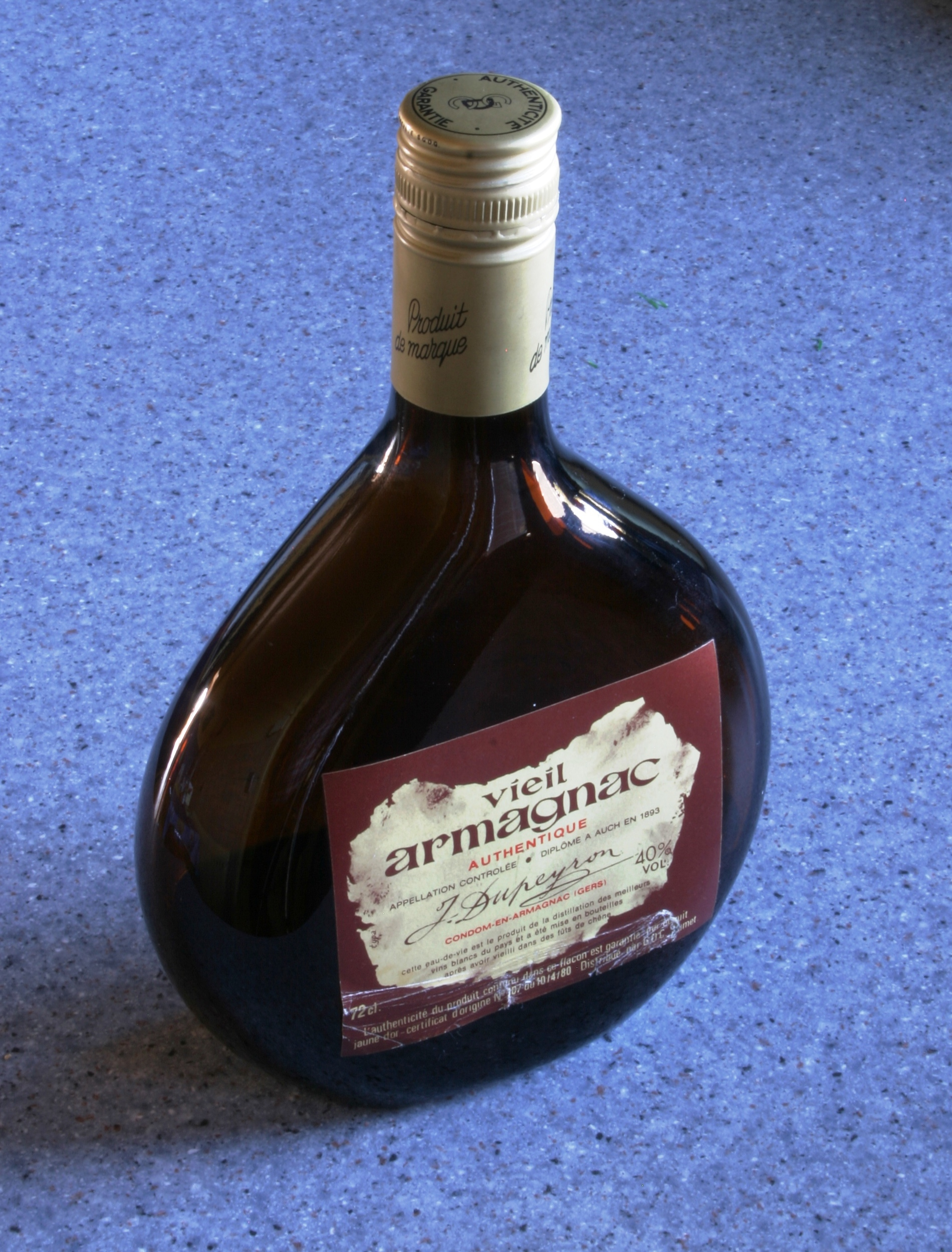
Flasche mit Armagnac

Die wichtigste wirtschaftliche Tätigkeit der Gemeinde ist heute die Produktion des Armagnacs. Ein weiterer Geschäftszweig ist die Belieferung des Schlamms aus den heimischen Wäldern an das Thermalbad von Barbotan der Nachbargemeinde Cazaubon.
Lagrange liegt in den Zonen AOC des Armagnac (Armagnac-Ténarèze, Bas Armagnac und Haut Armagnac), des Blanche-Armagnacs, und des Floc de Gascogne, eines Likörweins.

### Verkehr
Lagrange ist erreichbar über die Routes départementales 51, 203 (Gers) und 381.